# Misako Andō
Pour les articles homonymes, voir Ando.
Misako Andō (安藤 美佐子, Andō Misako, née le 21 mars 1971 à Gifu) est une joueuse de softball japonaise. Durant les Jeux olympiques d'été de 2000, elle remporta la médaille d'argent avec l'équipe japonaise de softball.